# أليكساندر أنيوكوف
أليكساندر أنيوكوف (بالروسية: Александр Анюков)، من مواليد 28 سبتمبر 1982 ، لاعب كرة قدم روسي.
يلعب مع نادي زينيت سان بطرسبيرغ.
يلعب مع منتخب روسيا لكرة القدم.

## روابط خارجية
- أليكساندر أنيوكوف على موقع الاتحاد الأوربي (الإنجليزية)
- أليكساندر أنيوكوف على موقع قاعدة بيانات كرة القدم.إي يو (الإنجليزية)
- أليكساندر أنيوكوف على موقع ناشيونال فوتبول تيمز (الإنجليزية)
- أليكساندر أنيوكوف على موقع Soccerway.com (الإنجليزية)
- أليكساندر أنيوكوف على موقع عالم كرة القدم.نت (الإنجليزية)
- أليكساندر أنيوكوف على موقع كووورة
- أليكساندر أنيوكوف على موقع AS.com (الإسبانية)